# Günter Giesenfeld

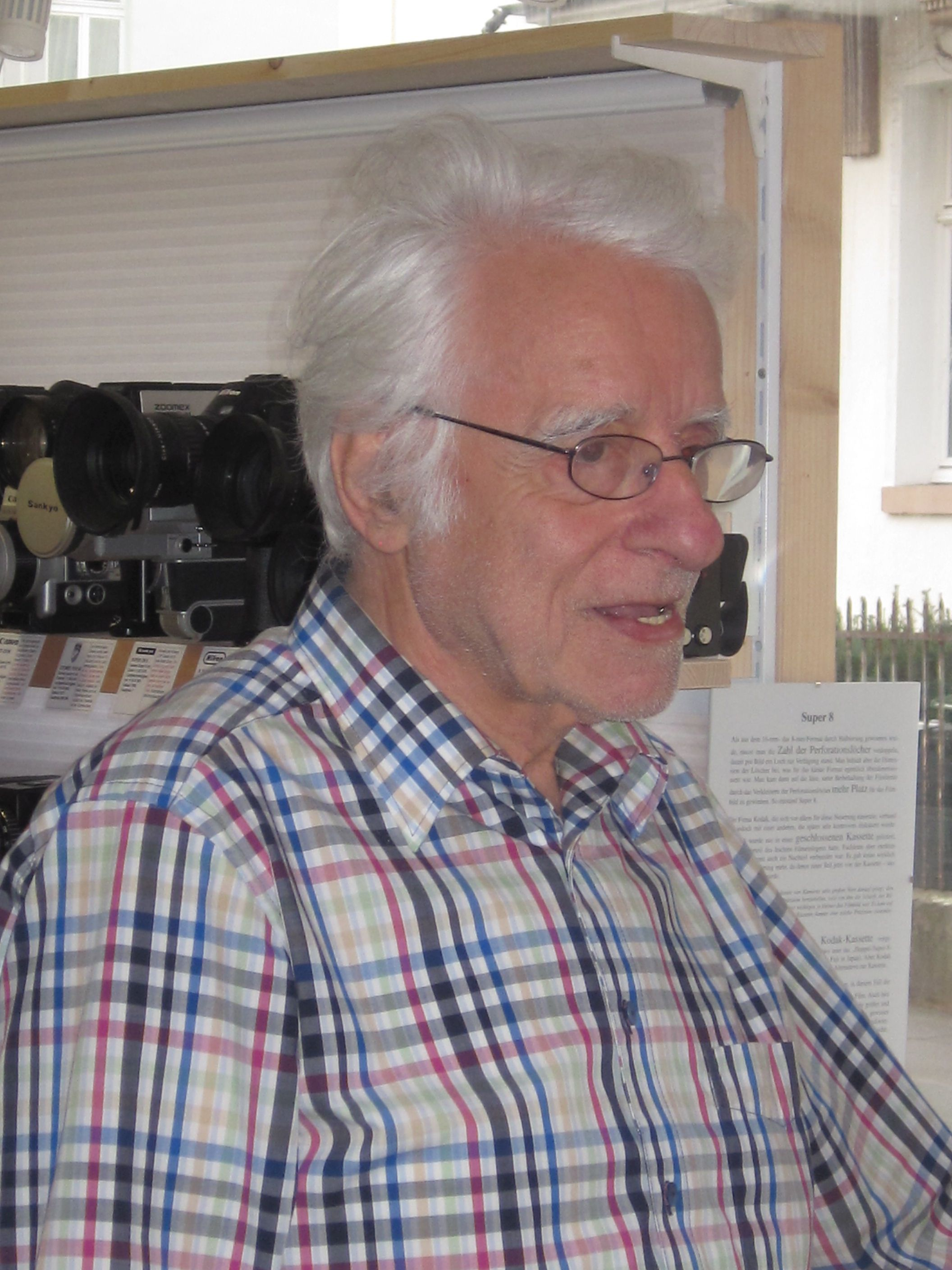
Günter Giesenfeld (2015)

Günter Giesenfeld (* 20. Juli 1938 in Birkesdorf bei Düren) ist ein emeritierter deutscher Germanist, Film- und Medienwissenschaftler, Hochschullehrer, Übersetzer und Filmregisseur.

## Leben
Günter Giesenfeld absolvierte 1957 in Heidelberg die Reifeprüfung. Danach studierte er Germanistik, Romanistik, Musikwissenschaft, Pädagogik und Philosophie in Heidelberg, Münster, Poitiers und Göttingen. Von 1962 bis 1964 setzte er seine Studien in Frankreich im Bereich französische Literatur fort und erlangte dort das Certificat d'aptitude de l'enseignement du francais a l'etrangers. Danach war er als Dolmetscher, Fotograf und Werbeleiter tätig. Ab 1965 war er Wissenschaftliche Hilfskraft an der Universität Marburg, wo er 1969 zum Dr. phil. promovierte mit einem Vergleich der dramatischen Struktur von Goethes Iphigenie und Jean Racines Bérénice. Im gleichen Jahr wurde er in Marburg zum Wissenschaftlichen Assistenten am Institut für Neuere Deutsche Literatur ernannt. Ab dem Sommersemester 1970 hatte er einen Lehrauftrag für das zugehörige Proseminar inne. Von 1973 bis 2003 lehrte er als Professor Neuere Deutsche Literatur und Medien an der Universität Marburg. 
Seit 1969 ist Giesenfeld aktiv in der Vietnambewegung tätig und seit 1976 Vorsitzender der Freundschaftsgesellschaft Vietnam.
Ab 1985 gab Giesenfeld die Zeitschrift Augen-Blick – Marburger Hefte zur Medienwissenschaft heraus, in der einige seiner filmtheoretischen Aufsätze erschienen. Neben seiner Tätigkeit als Medienwissenschaftler betätigte er sich auch als Filmemacher. 1968 drehte er seinen ersten Film und ab 1970 fertigte er Kurzfilme im studentischen Filmclub der Universität Marburg. Sein Filmdrama Die Katze und der Hahn (1978), das die Probleme einer jungen unkonventionellen Lehrerin im Umfeld des „Radikalenerlasses“ beleuchtet, wurde vom WDR produziert. Es folgten TV-Dokumentationen, für die Giesenfeld in Kambodscha, Laos, Afghanistan, Äthiopien und Vietnam drehte. Er trug zudem eine umfangreiche Sammlung an Kameras zusammen, die er seit 2015 auszugsweise in einem Privatmuseum in Marburg ausstellt.

## Schriften (Auswahl)
- Goethes „Iphigenie“ und Racines „Bérénice“: Ein Vergleich der dramatischen Struktur. Dissertation. Marburg 1969.
- Die Leiden des papiernen Mädchens. Sophie La Roche, Wieland und die Anfänge des Trivialromans. In: Jürgen Schutte (Hrsg.): Erfahrung und Ideologie. Studien zur massenhaft verbreiteten Literatur, Argument-Verlag, 1999, ISBN 3-88619-101-X.
- (Hrsg.) Endlose Geschichten. Serialität in den Medien. Hildesheim, Zürich, New York (Olms) 1994
- Ein Kurs in Trivialliteratur. In: Heinz Ide (Hrsg.): Projekt Deutschunterricht. Massenmedien und Trivialliteratur, Stuttgart (Metzler) 1973
- Serien im Vorabend- und im Hauptprogramm. In: Geschichte des Fernsehens in der Bundesrepublik Deutschland, Band 2: Das Fernsehen und die Künste, München (Fink) 1994 (mit Prisca Prugger)
- Spiel mit offenen Karten. Eric Rohmers moralische Erzählung Ma nuit chez Maud. In: Thomas Koebner (Hrsg.): Autorenfilme. Elf Werkanalysen, Münster 1990
- Lexikonbeiträge zu Reclams Filmklassiker, Stuttgart (Reclam) 1995, 2006 und Lexikon des gesamten Buchwesens, Stuttgart (Hirsemann) 1984 ff.
- Die Literatur der DDR. Ein Nachruf? In: Universitas, Zeitschrift für interdisziplinäre Wissenschaft, 45. Jg., Nr. 8, August 1990
- Hollywood, Nine Eleven und die Wissenschaft. Marburg 2007.
- Chefredakteur der Zeitschrift AugenBlick von 1985 bis 2007.

Zum Thema Vietnam, Indochina und Dritte Welt:
- Peter Weiss und die Dritte Welt. In: Peter Weiss. Leben und Werk (deutsch und schwedisch), Frankfurt/Main (Suhrkamp) 1991
- Von Jean Hougron zu Scholl-Latour. In: Thomas Koebner und Gerhart Pickerodt (Hrsg.): Die andere Welt. Studien zum Exotismus, Frankfurt/Main (Athenäum) 1987
- Frankreichs Kolonialkriege. In: Kristine von Soden (Hrsg.): Simone de Beauvoir. Zeitmontage, Berlin 1989
- Land der Reisfelder. Vietnam, Laos und Kambodscha. Geschichte und Gegenwart., Hamburg (Argument) 2013
- Redakteur der Zeitschrift Viet Nam Kurier seit 1992
- Brennpunkt Vietnam. Reportagen, Begegnungen, Reflexionen., Hamburg (Argument) 2017

(als Übersetzer):
- Che Lan Vien: Gedichte. Zweisprachige Ausgabe vietnamesisch-deutsch. Übersetzt und eingeleitet von Günter Giesenfeld, Düsseldorf und Hanoi 1994, 2002
- Nguyen Dinh Thi: Gedichte. Zweisprachige Ausgabe vietnamesisch-deutsch. Übersetzt und eingeleitet von Günter Giesenfeld. Düsseldorf und Hanoi 2006
- Nguyen Huy Thiep: Der pensionierte General. Erzählungen. Übersetzt von Günter Giesenfeld und Marianne Ngo (mit Ngo Khac Tri, Tran Van Cung, Luise Gutmann). Mit einem Nachwort von Günter Giesenfeld, Halle (Mitteldeutscher Verlag) 2009, ISBN 978-3-89812-633-5.
- Le Minh Khue: Kleine Tragödien. Erzählungen. Übersetzt von Günter Giesenfeld und Marianne Ngo (mit Ngo Khac Tri, Tran Van Cung, Luise Gutmann). Mit einem  Nachwort von Günter Giesenfeld, Halle (Mitteldeutscher Verlag), 2011, ISBN 978-3-89812-796-7.
- Bao Ninh: Die Leiden des Krieges. Roman. Übersetzt von Günter Giesenfeld, Marianne Ngo und Nguyen Ngoc Tan. Nachwort von Günter Giesenfeld, Halle (Mitteldeutscher Verlag), 2014, ISBN 978-3-95462-339-6.